# Осокорівка (Ніжинський район)
Осоко́рівка — село в Україні, у Бобровицькій міській громаді Ніжинського району Чернігівської області.

## Історія
Засноване у другій половині XIX ст. На карті — триверстовці Шуберта 1869 р. не позначене.
На картах РСЧА 1935—1941 рр. позначене як Степанівка.
До 1960 року село називалося Степові Хутори[джерело?]. Насправді Степові Хутори на карті РСЧА 1941 р. позначені як х. Носовські.
12 червня 2020 року, відповідно до розпорядження Кабінету Міністрів України № 730-р «Про визначення адміністративних центрів та затвердження територій територіальних громад Чернігівської області», увійшло до складу Бобровицької міської громади.
19 липня 2020 року, в результаті адміністративно-територіальної реформи та ліквідації Бобровицького району, увійшло до складу Ніжинського району Чернігівської області.

## Політика

### Парламентські вибори, 2019
На позачергових парламентських виборах 2019 року у селі функціонувала окрема виборча дільниця № 740076, розташована у приміщенні клубу.
Результати
- зареєстровано 153 виборці, явка 67,32%, найбільше голосів віддано за «Слугу народу» — 41,75%, за Всеукраїнське об'єднання «Батьківщина» — 30,10%, за «Європейську Солідарність» — 10,68%[6]. В одномандатному окрузі найбільше голосів отримав Сергій Коровченко (самовисування) — 33,98%, за Бориса Приходька (самовисування) — 32,04%, за Василя Малика (Європейська Солідарність) — 10,68%[7].

## Релігія
Діє Храм святого Феодосія, що відноситься до Бобровицького благочиння Ніжинської єпархії Московського патріархату.